# Comuna Mîlne, Zboriv
Mîlne (în ucraineană Мильне) este o comună în raionul Zboriv, regiunea Ternopil, Ucraina, formată din satele Blih și Mîlne (reședința).

## Demografie
Componența lingvistică a comunei Mîlne
     Ucraineană (99,86%)
     Alte limbi (0,14%)
Conform recensământului din 2001, majoritatea populației comunei Mîlne era vorbitoare de ucraineană (99,86%), existând în minoritate și vorbitori de alte limbi.